# جوسيه ماريو فاز
خوسيه ماريو فاز (بالبرتغالية: José Mário Vaz‏) (من مواليد 10 ديسمبر 1957 في كاتشيو)، هو خبير اقتصادي وسياسي من غينيا بيساو ينتمي إلى حركة التحرر الأفريقي لاستقلال غينيا والرأس الأخضر (PAIGC). فاز بمنصب رئيس جمهورية غينيا بيساو في 23 يونيو 2014 إلى 27 فبراير 2020 بعد فوزه على الرئيس مانويل سيريفو نهاماجو في انتخابات الإعادة.